# Ebisumaru
Ebisumaru es un personaje que aparece en la extensa saga Ganbare Goemon de Konami, se incorporó en el segundo juego y desde entonces es uno de los personajes principales. Es un ninja gordo y alegre vestido siempre de azul que se caracteriza por comportarse de forma cómica todo el tiempo. Su rol es casi siempre el del segundo jugador, que acompaña al protagonista Goemon. Ebisumaru además ha tenido su propio videojuego spin-off en donde es el protagonista, titulado Soreyuke Ebisumaru! Karakuri Meiro - Kieta Goemon no Nazo!!. 

## Información general
Ebisumaru es un ninja gordo y rechoncho que viste un traje de ninja típico de color azul y lleva una bandana azul atada debajo de su nariz. Su rostro tiene siempre los ojos cerrados y suele aparecer con una expresión de estar sonriendo. Ebisumaru tiene el rol cliché del compañero cómico, el personaje que hace siempre cosas graciosas mientras el protagonista se encarga de la tarea seria, sin embargo Konami ha llevado en Ebisumaru este rol al extremo, creando un personaje que no hace otra cosa más que comportarse de forma cómica y ridícula, sin importar el contexto o la situación. Ebisumaru sobresale por su particular y absurdo comportamiento, aparece la mayor parte del tiempo durmiendo, brincando o bailando sin importarle lo que sucede a su alrededor, aun cuando está metido en terribles batallas. Sus pasatiempos favoritos son, desde luego, comer y dormir.
Ebisumaru está basado en un personaje llamado Nezumi Kozo, este es un personaje histórico que existió en la realidad y fue un afamado ladrón que vivió a principios del siglo XIX en Japón y cuyas hazañas lo convirtieron en una reconocida leyenda del folclore japonés. Konami tuvo entonces la lógica decisión de incluirlo como compañero de Goemon, quien también está basado en un legendario ladrón histórico, Ishikawa Goemon. Nezumi Kozo apareció en el videojuego Ganbare Goemon! Karakuri Douchuu para MSX 2, dibujado como un pequeño ninja de traje oscuro igual al que luego llevaría Ebisumaru. Para la secuela de este videojuego, Konami rediseñó por completo a Nezumi Kozo y lo convirtió en el nuevo personaje Ebisumaru, se mantuvo solo su traje pero su aspecto cambió por el de un sujeto gordo y de un alegre rostro. Este rediseño fue en realidad un chiste interno de Konami, ya que el aspecto y el nombre de Ebisumaru es una caricatura de Etsunobu Ebisu, un empleado de Konami quien fue el productor de la saga Ganbare Goemon por muchos años. 
Ebisumaru apareció por primera vez en Ganbare Goemon 2 de NES y desde entonces ha salido en todos los juegos, convirtiéndose en el personaje más importante después del protagonista. En su primer juego, se revelaba al final que Ebisumaru era en realidad una hermosa mujer que había sido encantada por un hechizo, pero al parecer esto fue luego descartado y dejado solo como un chiste ya que no se volvió a hacer mención de este hecho en juegos posteriores. Aun así Ebisumaru ha mostrado siempre comportamientos y modales femeninos e incluso es común que se vista como bailarina clásica sin razón aparente.
Según su descripción oficial, este personaje se considera a sí mismo como un hombre atractivo, se autoproclama como un desceniente de James Dean y resulta increíblemente popular con las mujeres. Tiene una pequeña hija llamada Mao y un hermano llamado Obisumaru, el cual lo detesta. Su actor de voz en todas sus apariciones es Ken'ichi Ogata.

## Habilidades

### Ataques especiales
Pese a su aspecto ridículo, Ebisumaru es un fuerte ninja que sirve de gran ayuda a Goemon en sus batallas, se caracteriza por pelear con armas totalmente absurdas para un ninja:
- Palo de madera: Arma para golpear a los enemigos rápidamente.
- Abanico de papel: Ebisumaru usa el abanico como una raqueta para dar unos buenos golpes a sus enemigos.
- Bombas: El arma especial del personaje, son típicas bombas explosivas.
- Cinta olímpica: Moviéndola con gracia, Ebisumaru corta a sus enemigos.
- Hula-Hula: Con el movimiento de sus caderas, Ebisumaru hace girar este aro y destruye a los enemigos cercanos.
- Estrella ninja: Ebisumaru puede arrojar estas estrellas a enemigos distantes.

### Ninjitsu
Estos son los ataques mágicos de Ebisumaru:
- Kobun Cow: Ebisumaru invoca a un poderoso familiar que resulta ser una vaca.
- Danza Japonesa: Un baile especial que elimina a todos los enemigos a la vista.
- Aleteo: Agitando sus abanicos como alas, Ebisumaru puede volar.
- Poder de fuego: Ebisumaru puede hacer ataques mágicos de fuego.
- Poder de trueno: Ataques eléctricos que dañan a varios enemigos a la vez.
- Curación: Ebisuamru posee técnicas para sanar las heridas de sus amigos.

## Apariciones en videojuegos

### Saga Ganbare Goemon
- Ganbare Goemon 2 (1989 - Famicom): Ebisumaru aparece como el personaje asignado al segundo jugador en el modo cooperativo. Su arma es el palo de madera y su ataque especial es arrojar bombas.

- Ganbare Goemon Gaiden: Kieta Ōgon Kiseru (1990 - Famicom): Este es un RPG japonés estilo clásico en donde Ebisumaru es un personaje controlable desde el inicio. Posee los siguientes ninjitsu:

-Rifuru (Nv. 1): Restaura 35 HP de saluda a un aliado.
-Flame (Nv. 4): Poder de fuego que causa un daño de 20 HP a un enemigo.
-Dokuneke (Nv. 7): Cura el envenenamiento de un aliado.
-Gororin (Nv. 12): Poder de trueno que causa un daño de 20 HP a todos los enemigos.
-Tobuun  (Nv. 15): Permite teletransportarse a cualquier aldea previamente visitada.
-Ufufun  (Nv. 19): Reduce la velocidad de todos los enemigos.
-Rifurira (Nv. 20): Restaura 80HP de saluda a un aliado.
-Pikarin (Nv. 22): Poder de trueno que causa un daño de 40 HP a todos los enemigos.
-Do-Flame (Nv. 25): Poder de fuego que causa un daño de 80 HP a un enemigo.
-Tonton  (Nv. 27): Distribuye el HP de los enemigos de modo que todos tengan el mismo valor.
- Ganbare Goemon: Ebisumaru Kiki Ippatsu (1990 - LCD Game): Este es un antiguo juego LCD que consiste en mover a Goemon a lo largo de la pantalla para tratar de rescatar a Ebisumaru.

- Legend of the Mystical Ninja (1991 - SNES): Ebisumaru aparece como el personaje asignado al segundo jugador. Tiene un palo de madera como arma y estrellas ninja como ataque especial También puede utilizar varios ninjitsu. Es el primer juego en ser lanzado en occidente, en donde Ebisumaru fue renombrado como Dr. Yang.

- Ganbare Goemon: Sarawareta Ebisumaru! (1991 - Game Boy): Juego protagonizado por Goemon en donde el objetivo es rescatar a Ebisumaru que fue secuestrado por el villano.

- Ganbare Goemon Gaiden 2: Tenka no Zaihō (1992 - Famicom): El segundo RPG de Goemon, el equipo para esta nueva aventura son Goemon, Ebisumaru, y el nuevo personaje Koryuuta. Ebisumaru es controlable desde el inicio y posee los siguientes ninjitsu:

-Rifuru (Nv. 1): Restaura 35 HP a un aliado.
-Flame (Nv. 3): Poder de fuego que causa un daño de 20 HP.
-Dai-Flame (Nv. 11): Poder de fuego que causa un daño de 50 HP a todos los enemigos.
-Tobuun (Nv. 13): Permite teletransportarse a cualquier aldea previamente visitada.
-Chibi Ebisun (Nv. 16): Causa un daño de 85 HP.
-Shiiu! (Nv. 19): Incrementa la defensa de un aliado durante la batalla.
-Rifurira (Nv. 20): Restaura 80 HP a un aliado.
-Annihilation (Nv. 25): Elimina en el acto a un enemigo.
-Tonton  (Nv. 28): Distribuye el HP de los enemigos de modo que todos tengan el mismo valor.
-Turtle Attack (Nv. 27): Causa un daño de 100 HP.
-Head Worker's Song (Enseñable): Confunde a todos los enemigos.
- Ganbare Goemon 2: Kiteretsu Shōgun Magginesu (1993 - Super Famicom): Juego de plataformas en donde Ebisumaru aparece como uno de los tres personajes seleccionables. Su arma principal es el abanico de papel y ahora puede lanzar estrellas ninja como si fueran bumeranes. También posee la nueva habilidad de robar vehículos de los enemigos.

- Ganbare Goemon 3: Shishijūrokubē no Karakuri Manji Gatame (1994 - Super Famicom): En este juego Goemon y sus amigos utilizan una máquina del tiempo para viajar al Edo del futuro. El juego mantiene una vista aérea y presenta un gran mundo explorable al estilo del Legend of Zelda clásico, pero también incluye niveles de plataformas de vista lateral. El jugador puede intercambiar libremente a Goemon y Ebisumaru como el personaje controlable. El ar,a principal de Ebisumaru es el hula-hula y su ataque especial son las estrellas ninja.

- Ganbare Goemon Kirakira Douchuu: Boku ga Dancer ni Natta Wake (1995 - Super Famicom): Esta aventura se desarrolla en el espacio exterior en donde Goemon, Ebisumaru, Sasuke y Yae son los protagonistas y cada uno debe completar su propia aventura en un planeta distinto. El estilo de juego es el clásico de la serie, centrada más en los niveles de plataformas lateral, pero manteniendo los elementos de aventura y exploración de pueblos. Las armas principales de Ebisumaru son la cinta olímpica para atacar hacia delante, las mazas gimnásticas para atacar hacia arriba y la pelota gimnástica para atacar hacia abajo; su arma especial es disparar estrellas ninja.

- Ganbare Goemon: Uchū Kaizoku Akogingu (1996 - PlayStation): Este es un juego de plataformas en el que Ebisumaru es uno de los cuatro personajes seleccionables. Su arma principal es un guante con cadena que le permite encgancharse a los techos y alcanzar plataformas lejanas. Su arma especial es la estrella ninja, ahora puede cargar poder para lanzar una estrella mejorada.

- Soreyuke Ebisumaru! Karakuri Meiro - Kieta Goemon no Nazo!! (1996 - Super Famicom): Este es un juego de ingenio en donde el protagonista es por primera vez Ebisumaru, quien inicia una aventura en busca de su desaparecido amigo Goemon. En cada nivel. Ebisumaru camina despreocupadamente sobre un camino de bloques y el jugador debe reacomodar estos bloques para evitar que el personaje se tope con un enemigo o se caiga del escenario y llegue a salvo hasta la meta.

- Mystical Ninja: Starring Goemon (1997 - Nintendo 64): Es un juego de plataformas en 3D con muchos elementos de aventura protagonizado por Goemon, aunque el jugador puede escoger y usar a Ebisumaru en cualquier parte del juego. El arma principal de Ebisumaru es un gran martillo, también posee las técnicas especiales de mover la cámara y enogerse para entrar por pasillos diminutos.

- Mystical Ninja: Starring Goemon (1997 - Game Boy): Videojuego de acción con vista aérea, Ebisumaru aparece como uno de los tres personajes seleccionables. Su arma principal es la tabla de madera, cuando su salud está al máximo su poder cambia por las estrellas ninja.

- Ganbare Goemon: Kuru nara Koi! Ayashige Ikka no Kuroi Kage (1998 - PlayStation): Un videojuego de plataformas en 3D con vista aérea en donde se puede jugar con Goemon, Ebisumaru, Sasuke y Yae. En lugar de simplemente golpear, el jugador puede ejecutar combos y movimientos especiales. El arma principal de Ebisumaru es la sartén y sus ataques especiales son el golpe de trasero y el giro con sartén.

- Goemon's Great Adventure (1998 - Nintendo 64): Esta es la secuela de Mystical Ninja para N64 que presenta un estilo de plataformas en 2.5D. Ebisumaru utiliza una cuchara como arma principal y las estrellas ninja como arma de disparo. También tiene la habilidad de gritar con un megáfono y convertir sus palabras en bloques de piedra, el ataque de gas venenoso y el ataque de caderas que le permite rebotar alto.

- Ganbare Goemon: Tengu-tō no Gyakushū! (1998 - Game Boy Color): Este es un RPG Japonés clásico, protagonizado por un pequeño niño del mundo real llamado Hajime que resulta transportado por la pantalla del videojuego al Antiguo Edo. Ebisumaru es el segundo personaje en unirse al equipo, se destaca por su gran cantidad de HP y su defensa que le permite resistir mucho daño, su técnica especial es la curación.[1]

- Ganbare Goemon: Mononoke Douchuu Tobidase Nabe-Bugyou! (1999 - Game Boy Color): Este juego utiliza un sistema de combate típico de un RPG y además permite capturar monstruos al estilo de Pokémon para sumarlos al equipo. Ebisumaru aparece como un miembro del equipo desde el inicio y tiene como técnica especial el ataque venenoso.[2]

- Goemon: Mononoke Sugoroku (1999 - Nintendo 64): Este es un juego de mesa muy particular que combina el esquema del clásico Monopoly, con cartas con efecto estilo Magic: The Gathering. Está diseñado para que compitan cuatro jugadores y hay 8 personajes seleccionables incluyendo a Ebisumaru.[3]

- Bouken Jidai Katsugeki Goemon (2000 - PlayStation 2): En este juego Goemon es el protagonista absoluto y Ebisumaru aparece solo como un personaje secundario no controlable que se la pasa comiendo en los restaurantes. Debido a que este juego se desarrolla en un universo alternativo, el Ebisumaru que aparece aquí no es el mismo de siempre y no tiene la misma relación de amistad con Goemon.[4]

- Ganbare Goemon: Hoshizorashi Dynamites Arawaru!! (2000 - Game Boy Color): Este es un juego de plataformas lateral protagonizado por Goemon y Ebisumaru. Cada uno presenta sus propios niveles para jugar. Ebisumaru tiene una espátula de okonomiyaki como arma principal y dispara estrellas ninja como ataque especial.[5]

- Ganbare Goemon: Ooedo Daikaiten (2001 - PlayStation): Este es un juego de plataformas lateral típico de Goemon con gráficos en 3D. Ebisumaru tiene el abanico como arma principal y la estrella ninja como proyectil, también posee habilidades especiales de volar con el abanico y cargar poder para lanzar súper estrellas ninja.[6]

- Ganbare Goemon: Toukai Douchuu Daiedo Tenguri Kaeshi no Maki (Nintendo DS - 2005):  Juego de plataformas con vista aérea protagonizada por Goemon y Ebisumaru, el jugador puede intercambiar entre los dos personajes durante la partida. El arma principal de Ebisumaru es una brocheta de oden y dispara estrellas ninja como proyectiles, también tiene los ataques especiales de taladro de bailarina clásica y el ataque de flatulencias.[7]

### En otras series
- Wai Wai Bingo (1993 - Juego de Medalla): Juego de Bingo que se presenta por los personajes de Konami, incluyendo a Goemon.

- Gokujyou Parodius (1994 - Super Famicom): Ebisumaru es uno de los cazas espaciales seleccionables, aparece solo en el repertorio del primer jugador, en reemplazo de Goemon. Su disparo son las estrellas ninja, su "Láser" es una ametralladora de flautas de madera, su "Doble" es lanzando estrellas, su "Misil" consiste en arrojar bombas, sus "Options" son gatos de la suerte que replican sus ataques y su "Escudo" es la habilidad de reducción que lo hace más pequeño y resistente a algunos proyectiles.

- Wai Wai Jockey (Arcade - 1995): Juego de Jockey y de Jinetes de tipo Juego de medalla protagonizado por los personajes de Konami. Goemon es uno de los personajes que jinete a un pulpo.

- Wai Wai Poker (1997 - Juego de Medalla): Un juego de póquer de la máquina presentada por los personajes de Konami. Ebisumaru es uno de los personajes que aparece la carta.

- Konami Krazy Racers (2001 - Game Boy Advance): Juego de carreras de karts en donde Ebisumaru es un personaje oculto que puede ser desbloqueado como uno de los personajes seleccionables.

- Hirameki Puzzle: Maxwell no Fushigi na Note (2011 - Nintendo DS): Versión japonesa de Sribblenauts. Ebisumaru puede ser invocado como uno de los ayudantes al escribir su nombre.

- Super Bomberman R (2018 - Switch, PS4, XOne, PC): Ebisumaru Bomber es uno de los Bomberman seleccionables.

- Pixel Puzzle Collection (2018 - iOS, Android):

### Cameos
- Konami Wai Wai World 2: SOS!! Paseri Jou (1990 - Famicom): Ebisumaru aparece en algunas escenas intermedias dándole palabras de aliento al jugador. También se le puede encontrar escondido en algunos de los escenarios finales.

- Parodius Da! (1992 - SNES): En el modo "Omake" de la versión para Super Nintendo, cerca del final aparece Ebisumaru en una burbuja junto a otros personajes como Konami Man y Konami Lady.

- Jikkyou Oshaberi Parodius (1995 - Super Famicom): El jefe "Goemon Comact" dispara bombas con la cara de Ebisumaru.

- Jikkyou Oshaberi Parodius: Forever with Me (1997 - PlayStation, Saturn, PSP): El jefe "Goemon Comact", cuando tiene la salud crítica cambia su cabeza por la de Ebisumaru.

- Mitsumete Knight R: Daibouken-hen (1999 - PlayStation): Al iniciar el juego por segunda vez ("Nuevo Juego +"), en el PrintStation del primer pueblo, el fondo cambia mostrando a numerosos personajes de Konami, incluyendo a Goemon y Ebisumaru.[8]

## Apariciones en otros medios

### Juegos Arcade
- Ganbare Goemon (Pachislot) (2009 - Pachislot): Esta es una máquina desarrollada por la división KPE de Konami. Es esencialmente una máquina tragaperras digital que va mostrando videos y animaciones en 3D de los personajes de la serie Goemon según el grado de éxito del jugador, acompañado por una banda sonora que incluye varios remixados de temas clásicos de la serie.[9]

- Cartas Yu-Gi-Oh!: Konami tiene la costumbre de colocar referencias a varios de sus productos en las cartas del popular juego Yu-Gi-Oh!. Ebisumaru tiene su propia carta llamada "Ninja Enmascarado Ebisu" en la que aparece dibujado de forma realista con su traje típico y el rostro cubierto.[10]

### Anime
- Ganbare Goemon: Jigen Jou No Akumu (1991, OVA): El primer anime de Goemon, es un episodio de media hora que muestra una historia en la cual Omitsu es secuestrada por un horrible villano, obligando a Goemon y Ebisumaru a infiltrarse en su impresionante fortaleza para ir a derrotarlo. Increíblemente, cada uno de los tres pisos de la fortaleza contiene un escenario basado en un juego de Konami que transforma a los protagonistas en los héroes de estos juegos. El primer piso está basado en Gradius y muestra a un Ebisumaru dibujado de forma seria y más adulta como el piloto de Vic Viper. El segundo está basado en Castlevania y esto provoca que Ebisumaru se convierta en un alto hombre vestido de traje blanco. El tercer piso está basado en TwinBee, de modo que el estilo de dibujo se vuelve más infantil y Ebisumaru se transforma en Mint y pilotea a la nave GwinBee. En el último piso finalmente Goemon y Ebisumaru se enfrentan al villano pero todo acaba con un desenlace muy alocado.[11]

- Legend of the Mystical Ninja (1997-1998, serie de TV): Esta serie de TV basada en Goemon abandona el universo de la saga y en cambio tiene una historia mucho más típica de un anime infantil de super héroes. El protagonista es un niño llamado Tsukasa que vive en el Japón actual y es fanático de los videojuegos, hasta que sorprendentemente, desde su televisor escapa el villano Seppukkumaru del juego de Goemon y comienza a causar el caos. Ebisumaru aparece como el amigo de Goemon, con el mismo diseño que en los videojuegos.[12]

- Ganbare Goemon: Chikyuu Kyuushutsu Daisakusen (1998, OVA): La segunda OVA de Goemon continúa la historia de la serie, ya que Goemon sigue luchando contra Seppukumaru junto a sus amigos Ebisumaru, Sasuke y Yae en el Japón actual, aunque Tsukasa y los otros niños ya no aparecen.[13]

## Goemon en el manga
Ebisumaru aparece en los numerosos mangas basados en la saga de videojuegos. Hay varias series, de las cuales cada una está basada en un juego distinto. La mayoría de los mangas están ilustrados por el artista Hiroshi Obi y fueron publicados entre 1991 y 1998 acompañando al lanzamiento de cada nuevo videojuego.

## Curiosidades
- En Ganbare Goemon: Kuru nara Koi! Ayashige Ikka no Kuroi Kage, Ebisumaru tiene su propio mecha gigante de combate llamado Ebisumaru Impact. Este es un enorme robot humanoide cuyo diseño se asemeja al traje azul de Ebisumaru.

- En algunos videojuegos Ebisumaru utiliza un traje blanco en lugar del clásico azul. En ciertos juegos de Super Famicom, Ebisumaru tiene el uniforme blanco como paleta alternativa.

- En el anime TwinBee and WinBee's 1/8 Panic (OVA de 1994), en una escena aparecen entre el jurado Goemon junto a Ebisumaru. Ambos lucen como en el anime Ganbare Goemon: Jigen Jou No Akumu de 1991.

- En los videojuegos Goemon: Shin Sedai Shūmei! y Goemon: New Age Shutsudou!, los protagonistas son versiones futuristas de los personajes de la saga Goemon. Ebisumaru es remplazado por una dulce y bonita chica que tiene una vestimenta similar llamada Ebisu, quien parece ser su descendiente.

- Ebisumaru tiene un rival llamado Obisumaru, quien pareciera ser su gemelo malvado, este villano tiene la misma actitud ridícula que Ebisumaru y también se ve a sí mismo como un hombre sumamente apuesto.

- En algunos juegos en donde Goemon viaja al futuro lejano, aparece Sister Bismaru. Esta es una monja francesa idéntica a Ebisumaru quien resulta ser su descendiente del futuro. Pese a su apariencia, es una malvada villana.